# Um Nome na Lista
Fade to Black (bra/prt: Um Nome na Lista) é um filme britânico de 2006 dirigido por Oliver Parker e estrelado por Danny Huston como Orson Welles.

## Sinopse
O ano é 1948. Com a sua em Hollywood em derrocada, Orson Welles (Danny Huston) tem a necessidade de se recuperar da falência de seu casamento com a atriz Rita Hayworth. Quando ele viaja para Roma para assumir a direção de Black Magic, um ator é assassinado no set de filmagens e Welles encontra-se com sua bela filha adotiva (Paz Vega). Então Welles se vê às voltas em um embrulhado e perigoso jogo político num cenário de eleições no pós guerra.

## Elenco
- Danny Huston
- Diego Luna
- Paz Vega
- Christopher Walken
- Nathaniel Parker
- Anna Galiena
- Violante Plácido
- Pino Ammendola